# A3 (Frankrijk)
De Autoroute 3 (A3) is een snelweg ten noordoosten van de Franse hoofdstad Parijs. Hij verbindt het oostelijk deel van de Boulevard Périphérique met de A1 ten noorden van Parijs. De E15 loopt over de gehele lengte van de weg mee.